# 喬治·派特森
喬治·尼爾森·派特森（英語：George Neilson Patterson，1920年8月19日—2012年12月28日），生於蘇格蘭福爾柯克市雷丁村，在蘇格蘭萊斯馬哈格的奧切爾洛查村（Auchlochan）去世，又稱為西藏的派特森，是蘇格蘭工程師和傳教士。解放軍入藏前，他在1950年1月越過喜馬拉雅山到印度為康巴的反抗運動尋求援助，並於1964年拍攝了四水六崗游擊隊伏擊解放軍的紀錄片。他也是「長征騎士協會」的共同創辦人。

## 生平

### 早年
喬治·尼爾森·派特森於1920年8月19日出生在蘇格蘭福爾柯克市雷丁村的一個煤礦工人家庭，除他之外，父母还有两个孩子。派特森十歲時，搬到鄰近的勞里斯頓，在福爾柯克中學讀書。他是普利茅斯弟兄會的成員。他在回憶錄《上帝的弄臣》（英語：God's Fool）提到，他在17歲重病時感到了自己要面對杜斯妥也夫斯基式的選擇，在上帝與馬克思之間選擇一個，而他決定獻身給上帝。
帕特森13歲時離開福爾柯克中學，到福爾柯克技校學習工程，並在當地卡龍工程公司當學徒從事武器生產，直到第二次世界大戰結束。戰後他讀到瑞典探險家斯文·赫定的書《Trans-Himalaya: discoveries and adventures in Tibet》，他覺得是上帝指示他去西藏，但他因為把所有的積蓄都捐給慈善機構而身無分文。1945年，他進入倫敦傳教士醫學院學醫一年。

### 康區傳教時期
1946年，他和普利茅斯弟兄會的弟兄杰弗裡·布爾一起前往上海，然後到川藏要衝打箭爐（現為康定市），用24頭騾子駝著物品向西走了一個月，到達康區的Poteu。他們決定在當地建一座醫院和傳教站，一邊傳教，一邊為人治病，同時學習康巴語和康巴習俗。帕特森将康區比喻為美國舊西部，是一個沒人管的地區。在當地傳教時，他與貴族兼富商邦达多吉成為朋友。邦达多吉有自己的軍隊，熟悉馬克思的辯證唯物論，當時他正計劃推翻拉薩的西藏噶厦政府，以現代化的社會主義世俗政權取而代之，保留達賴喇嘛為宗教領袖但不擔任世俗領袖。
1949年，解放军逼近川藏边界，得知了邦達倉推翻拉薩政府的計畫，寫信表示願意以武器彈藥支持，換取邦達倉支持「解放西藏」。邦達倉決定不能與中共合作，而由於他們1934年企圖推翻拉薩政府，拉薩政府不信任邦達倉，警告拉薩政府也沒用。邦達倉家族經過討論，決定委託帕特森前往印度报讯並寻求國際援助。帕特森是当时還留在康区的几名西方人之一，他在自傳中提到，他此時聽到了上帝的聲音，他必須盡力幫助他們，他也可以採購药品。1950年1月，帕特森带着他的僕人洛赛、杰弗裡·布爾的僕人八杰，以及走過這條路線的康巴戰士茨仁·多傑，一行四人从康定出发。邦達倉從拉薩取得了官方文件，因此帕特森能使用烏拉制度旅行，每到一處都由當地官員接待，取得食物與新的牲畜。他們選擇的路線從前沒有人在冬季走過，他們在冬季零度以下的氣溫骑马、氂牛穿过西藏，通過17,000英呎的山區，走了四百多英里，於2月20日到达印度控制的瓦弄鎮，當時也在瓦弄的著名植物學家、探險家弗朗西斯·金敦·沃德對於他們能在冬季穿越喜馬拉雅山表示震驚。他們在取得入境許可後前往阿薩姆邦薩迪亞，於3月8日抵達加爾各答，全程历时两个多月。他此行的日记於1954年出版成書《与洛赛同行》 (英語：Journey with Loshay)。帕特森在加爾各答見到了英國總領事大衛·安德森，並在他的安排下與美國與印度的官員會面。三國官員在聽到他傳來的消息後表示同情，但是決定不援助西藏。帕特森騎馬警告解放軍來襲，被劍橋大學藏學家Lezlee Brown Halper比喻為「西藏的保羅·列維爾」。:89-91解放軍入藏後，留在芒康縣的杰弗裡·布爾因為有英國間諜嫌疑被捕，被單獨監禁一年。他共被監禁了三年兩個月，熬過了「思想改造」與「洗腦」，於1953年12月獲釋抵達香港。帕特森至死都對無法幫助布爾感到遺憾。:98

### 印度撰稿時期
1951年7月，十四世達賴喇嘛的長兄土登晉美諾布帶著達賴喇嘛向美國尋求援助的信，在帕特森的協助下從加爾各答搭泛美航空班機赴美，在華盛頓與美國官員會面聽取簡報，之後要求帕特森安排達賴喇嘛出走流亡美國，但是達賴喇嘛打卦问神諭，神諭要達賴留下，計畫因此取消。四年後，帕特森協助土登晉美諾布流亡美國。:117-1181950-1961年間，他由於中國占領西藏而無法回去，一直留在藏印邊界的噶倫堡和大吉嶺，研究喜馬拉雅和中亞民族的生活和政治。他先是作為一個自由撰稿人，後來作為特約記者，為加爾各答的《政治家》、英國的《衛報》、《每日電訊報》和《觀察家報》撰稿；也為《紐約時報》、《旁觀者》、《中國季刊》、《讀者文摘》、《新共和》、《國家》等國際報刊撰稿。
1953年，帕特森與一名外科醫生瑪格麗特·梅格·英格拉姆結婚。她是蘇格蘭教會的醫療傳教士，兩人在噶倫堡經人介紹相識。1955年，西藏革命黨的黨魁邦达饶嘎在帕特森的介紹下，與中情局加爾各答站站長John Turner在噶倫堡會面，希望中情局提供武器支援康巴游擊隊，但是中情局沒有答應。
他是世界上首先報導1959年藏區騷亂的記者，他也記錄了後來中國無情鎮壓的時期，以及個別藏人蔑視鎮壓的行為。1959年3月17日，印度政府對與中國的關係感到緊張，警告他如果不停止發送「誤導和誇張」的報導，政府將不得不軟禁帕特森。印度總理賈瓦哈拉爾·尼赫魯指責他把「市井流言」當成事實，西藏的局勢是思想的衝突，而不是武力衝突。根本沒有暴力發生。但是當天晚上，尼赫魯不得不承認「拉薩已經爆發了戰鬥，印度領事館遭砲擊損壞。」帕特森後來報導說中國在印度邊境結集軍隊，印度因此對中國的立場改趨強硬。

### 回到英國
1961-1963年，派特森回到英國，在英國廣播公司主持自己的廣播節目「英國媒體的亞洲事務」（英語：Asian Affairs In The British Press），並在其他廣播節目擔任評論員和書評人。他也在加拿大廣播公司、紐西蘭廣播公司以及澳大利亞廣播公司進行廣播。他在1961年從政，並成為愛丁堡（西）選區的自由黨候選人，為《觀察家報》自由撰稿，在此期間廣播和演講，直到辭職。他與《觀察家報》編輯大衛·阿斯特、Guy Wint等人一起成立了「集團權利研究國際委員會」（英語：International Committee For The Study Of Group Rights，現稱「國際少數群體權利組織」），並擔任第一任董事。

### 重返亞洲
1964年，派特森夫婦搬到香港，派特森夫人在東華醫院擔任主治外科醫師。1964年，帕特森計畫拍攝四水六崗游擊隊與解放軍作戰的影片，以此取得觀眾同情，要求他們的政府支持藏人主張。他以拍攝關於尼泊爾的電視影片為名進入尼泊爾，但是尼泊爾政府知道在木斯塘有康巴游擊隊，因此不准帕特森到木斯塘。帕特森在特耳蘇里河附近的藏人處，得知樽村也有康巴游擊隊，因此申請到博克拉旅行獲准，他在途中轉向到樽村，與游擊隊接上了頭。1963年後康巴游擊隊只蒐集情報而不武力襲擊，游擊隊小隊長Tendar對於是否出擊感到猶豫，但又無法即時得到木斯塘總部的答覆，因此在喇嘛寺打卦，得到神諭肯定後同意出擊。Tendar帶領八名士兵、三名挑夫，帕特森與阿德里安·考威爾、克里斯·門格斯組成攝影小組一起出發。他們於6月7日從兩萬呎的隘口越境潛入西藏，兩天後游擊隊從清晨就開始埋伏在宗嘎鎮到吉隆鎮的公路，下午兩點十分解放军車隊經过，小隊長以開槍為信號展開伏擊。該役解放军的四輛車中三輛受損，八名解放军陣亡，一名逃走，游擊隊九人中有一人受傷脫隊，幾天後自行歸隊。他們於6月27日回到加德滿都，考威爾於次日把影片空運出國。幾天後三人將此事告知英國大使安東尼·杜夫，杜夫於7月3日晉見尼泊爾國王馬亨德拉時轉告此事，國王的反應是此片會給兩國帶來麻煩。因爲此片，考威爾與門格斯在出境時被拘留一晚，一些影片與錄音帶被沒收（後來還給他們）。帕特森在出境時被拒，三天後在杜夫的抗議下，他以書面致歉才獲准離境。1965年3月，帕特森在《報導者》雜誌發表長文，繪聲繪影的描述了拍片過程。這部28分鐘的黑白记录片《入侵西藏》（英語：Raid Into Tibet）是唯一一部紀錄西藏游擊隊與解放軍作戰的影片，1966年在英國聯合電視播放後引起轰动，先後在40個國家中播放。由於它透露了中情局秘密支援康巴游击队，使中情局大为光火。中情局認為這是木斯塘的康巴指揮官巴巴益西（英語：Baba Yeshe）策劃的公關活動，停止資助木斯塘六個月作為懲罰。該片導演阿德里安·考威爾表示，由於中美兩國的壓力，該片後來不再流通。該片攝影師克里斯·門格斯後來曾兩度獲得奧斯卡金像獎最佳攝影。派特森於1970年出版A Fool at Forty描述拍攝此片的經歷。
從1964年至1973年，他在香港工作，在亞洲各地旅行，為當地和國際媒體撰寫亞洲事務的廣播。他曾為香港電台和麗的呼聲電視、廣播電台撰稿和參加時事節目“頭條新聞”，新聞評論和討論小組。1966年，他幫助官方的香港貿易發展局創辦其第一本商業期刊“企業”並擔任編輯。

### 開發神經電療法
帕特森夫人發現用於手術後疼痛控制的電針鎮痛也可以顯著改善鴉片戒斷症狀。派特森夫婦於1973年搬回倫敦，以便她對此技術進行臨床與科學研究。她在哈雷街成立診所，兩人共同開發了神經電療法（英語：Neuro Electric Therapy，簡稱NET），出版了許多相關文章和書籍，使其成為國際知名的毒品治療方法。帕特森夫人於70年代和80年代在美國進行了大量研究，帕特森負責管家，並幫助搖滾明星艾瑞克·克萊普頓，何許人合唱團鼓手凱思·穆恩和吉他手皮特·湯申德戒除毒品。帕特森夫婦認為精神科醫生未能解決毒品問題是因為他們不能解決上癮的心靈因素，而教會失敗是因為他們無法解決政治和社會問題，因此帕特森夫婦除了物理治療之外，也進行心靈輔導。

### 晚年
2008年夏季奧林匹克運動會火炬接力登上珠穆朗瑪峰，中國與尼泊爾政府為了防止聲援流亡藏人的抗議活動，在聖火接力期間禁止珠穆朗瑪峰的其他登山活動。派特森表示，「我最後能為西藏人民所做的，在全球膽小如鼠、不敢說出真心話的政治人物缺乏採取行動的誠意之時，在我已經快滿九十歲之時，作為長征騎士最老的一位、前西藏的捍衛者，我呼籲所有探險家們，登山人，以及喜愛政治自由者，一起聯合為西藏人提出抗議，反抗邪惡不道德的中國政權。」
2011年，國際聲援西藏運動頒發「真理之光獎」給派特森，讚揚並感謝他一直為西藏問題所給予的支持和同情。在頒獎時，達賴喇嘛的特使也提到達賴對派特森的藏語暱稱Khampa Gyau（留鬍子的康巴人）。

### 出版自傳
派特森70歲時出版了自傳Requiem for Tibet。
78歲時出版了自傳Patterson of Tibet。

## 著作

### 書籍
- George N Patterson. . UK: Faber & Faber. 1952年. ASIN B0007J31AK. OCLC 500371690.
- George N. Patterson. . New York, NY: W.W. Norton. 1954年. ISBN 978-1590481684.
- George Neilson Patterson. . London: Faber & Faber. 1956年. ISBN 978-1-59048-191-2. OCLC 912039454.
- George N. Patterson. . London: Faber & Faber. 1958年. ISBN 978-1-59048-193-6.
- George N. Patterson. . London: Faber & Faber. 1959年. ISBN 978-1590481875. OCLC 163778934.
- George Neilson Patterson. . London: Faber and Faber. 1960年. OCLC 563876471.
- George Neilson Patterson. . United States: F.A. Praeger. 1963年.
- George Neilson Patterson. . Hong Kong: International Studies Group. 1966年. OCLC 602350605.
- George N Patterson. . United States: Word Books. 1969年. ISBN 0006912818.
- George Patterson. . Waco, TX: Word Books. 1970年. ISBN 978-1-59048-1905. OCLC 475706976.
- George N Patterson. . London, UK: Aurum Press. 1990年. ISBN 978-1-85410-111-2.
- George N. Patterson. . Milton Keynes, England: Word Books. 1990年. ISBN 9780850093209.
- George Neilson Patterson. . United States: ProMotion Pub. 1998年. ISBN 978-1-57901-026-3.
- George N. Patterson. . The Long Riders' Guild Press. 2005-12-25. ISBN 978-1590481745.

### 收錄
- George N. Patterson. . Werner Klatt, University of Hong Kong, Institute of Modern Asian Studies  (编). . Hong Kong University Press. 1965年: 154–168.
- Guy Wint (编). . New York: Frederick A. Praeger. 1967年. OCLC 299479106.

### 論文
- George N. Patterson. . The China Quarterly (Cambridge University Press). March 1960, 1: 87–102. doi:10.1017/S0305741000022724.
- George Patterson. . Religion in Communist Lands. 1974年, 2 (4-5): 20–29. doi:10.1080/09637497408430688.

## 註解
1. ↑  長征騎士協會是由騎馬旅行超過一千英里以上的人組成的國際組織。到過西藏的長征騎士包括俄國探險家尼古拉·米哈伊洛維奇·普熱瓦利斯基（西元1880年）、英國情報官漢密爾頓·鮑爾（1890年）、英國女探險家伊莎貝拉·伯德（1894年）、英國探險家阿諾德·亨利·薩維奇·蘭多（1898年）、瑞典地理學家斯文·赫定（1900年）、第十四世達賴喇嘛的長兄土登晉美諾布（1940年）、法國探險家安德烈·吉包特（法语：André Guibaut）（1940年）、列夫·托爾斯泰之孫、羅斯福總統拉薩特使伊莉亞·托爾斯泰（1942年）、美國探險家倫納德·克拉克（1949年）、喬治·帕特森（1950年）、美國駐迪化副領事兼中情局官員馬克南（1950年）、新西蘭朝聖者伊恩·羅賓遜與丹尼爾·羅賓遜（2002年）[3]
2. ↑  保羅·列維爾半夜騎馬警告美國革命黨英軍即將來襲，揭開美國獨立戰爭的序幕。

## 外部連結
- 喬治·派特森製作；阿德里安·考威爾導演；克里斯·門格斯攝影.  [《入侵西藏》] (電視紀錄片). 西藏: The Meridian Trust. 1964-06-09  [2017-07-08] （英语）.
- Sam Cowan. . Nepali Times. 2014-01-09.（英文）